# Кристалография
Кристалографията е наука за кристалите, тяхната структура, форма, състав, образуване и свойства.
Тя е тясно свързана с минералогията, физиката на твърдото тяло и химията. Исторически кристалографията е възникнала в рамките на минералогията като наука, описваща природните кристали.

## Основни понятия
За описване на симетрията на многостенници и кристални решетки в кристалографията е установена следната йерархия на термини:
- 3 Категории на симетрия
  - 7 Сингонии
    - 32 Класа на симетрия
      - 230 Пространствени групи или точкови групи

## Кристална решетка
Елементарната клетка е най-малкият комплекс от атоми, които при многократното си повторение възпроизвеждат кристала, най-малката кутийка в кристалната решетка. Френският кристалограф Огюст Браве през средата на XIX в. извежда 14 елементарни клетки. Коефициент на компактност (Q) е отношението между обема, зает от атомите и обема на кристалната решетка. Равнинна плътност е отношението от площта заета от атомите разположени в дадена равнина и площта на дадената равнина.

## Видове симетрия
| Кристална система      | Категория | Категория  | Категория  | Категория    | Категория          | Категория    | Категория    |       |
| Кристална система      | Низша     | Низша      | Низша      | Средна       | Средна             | Средна       | Висша        | Висша |
| ---------------------- | --------- | ---------- | ---------- | ------------ | ------------------ | ------------ | ------------ | ----- |
| Сингония               | Триклинна | Моноклинна | Ромбическа | Тетрагонална | Тригонална         | Хексагонална | Кубична      |       |
| Примитивен             | L1        |            |            | L4           | L3                 | L6           | 4L33L2       |       |
| Централен              | C         |            |            | L4PC         | L3C = Ł3           | L6PC         | 4L33L23PC    |       |
| Планарен               |           | P          | L22P       | L44P         | L33P               | L66P         | 3Ł44L36P     |       |
| Аксиален               |           | L2         | 3L2        | L44L2        | L33L2              | L66L2        | 3L44L36L2    |       |
| План-аксиален          |           | L2PC       | 3L23PC     | L44L25PC     | L33L23PC = Ł33L23P | L66L27PC     | 3L44L36L29PC |       |
| Инверсионно-примитивен |           |            |            | Ł4           |                    | Ł6 =L3P⊥     |              |       |
| Инверсионно-планарен   |           |            |            | Ł42L22P      |                    | Ł63L23P      |              |       |